# Port de Maurà
La Port de Maurà és una collada d'alta muntanya situada a 2.296 m alt de terme comunal de Dorres, de la comarca de l'Alta Cerdanya, a la Catalunya del Nord. És a l'extrem nord-oest del terme de Dorres, al sud-est de la Serra de la Portella de Bac d'Hortell i de la portella d'aquest mateix nom.